# ハブ属
ハブ属（ハブぞく、Protobothrops）は、爬虫綱有鱗目クサリヘビ科に含まれる属。模式種（タイプ種）はハブ。別名ムカシハブ属。

## 分布
中華人民共和国、日本（南西諸島）、台湾、東南アジア、南アジア

## 分類
鱗表面の微細構造が筋状であることを識別形態として旧ハブ属Trimeresurus（現アジアハブ属）から3種（ハブ、タイワンハブ、P. jerdonii）が本属に分割されたが、記載された1980年代や、分子系統学的解析からこの分割は妥当だと強く示唆された1990年代でも一部の種しか解析されていないことや遺伝的距離が大きいとされる種が同所的に分布することから分割を認めない説が有力であった。2000年代に入って複数の種や個体群に対して分子系統学の解析数が増えたことなどから、本属を分割する説が有力とされる。
以下の分類・英名は、Reptile database (2024) に従う。日本産種の和名は日本爬虫両棲類学会 (2024)、そのほかは田原 (2020)・中井 (2021) に従う。
- Protobothrops cornutus マユダカハブ Horned pit viper
- Protobothrops dabieshanensis ダイベツハブ Dabie Mountains pit viper
- Protobothrops elegans サキシマハブ Elegant pitviper
- Protobothrops flavoviridis ハブ Habu
- Protobothrops himalayanus ヒマラヤハブ Himalayan pitviper[6]
- Protobothrops jerdonii ナノハナハブ Jerdon's pitviper
- Protobothrops kaulbacki ミツマタハブ Kaulback's lance-headed pitviper
- Protobothrops kelomohy チェンマイハブ[3] Omkoi lance-headed pitviper
- Protobothrops mangshanensis  マンシャンハブ Mangshan pitviper
- Protobothrops maolanensis マオランハブ Mao-lan pitviper
- Protobothrops mucrosquamatus タイワンハブ Brown spotted pitviper
- Protobothrops sieversorum  ミツトゲハブ Three horned-scaled pitviper
- Protobothrops tokarensis トカラハブ Tokara habu
- Protobothrops trungkhanhensis カオバンハブ Trungkhanh pitviper
- Protobothrops xiangchengensis キョウジョウハブ Szechwan pitviper